# Língua loma
Loma (Loghoma, Looma, Lorma) é uma língua Mandê falada pelo povo Loma da Libéria e na Guiné.

## Dialetos
Os dialetos Loma na Libéria são Gizima, Wubomei, Ziema, Bunde, Buluyiema. O dialeto da Guiné, Toma (Toa, Toale, Toali, ou Tooma, nome Malinke para  Loma), é uma língua oficial regional.
Na Libéria,o povo e a língua são chamados "Bouze" (Busy, Buzi), algo pejorativo.

## Escrita
Hoje, o Loma é escrito com uma forma do alfabeto latino. Um silabário teve um uso bem limitado nos anos 1930 e 40, mas esse já está em desuso.

## Amostra de texto
Pai Nosso em Loma:
Yài è ga gé ɣeeai è gee-zuvɛ,
ɓaa ɣa la yà laa-zeigi ma,
yà masadai va,
è yii-mai ɣɛ zui zu è ɣɛ velei é ɣɛɛzu la è wɔ vɛ,
è zaa mii ŋenigi ʋe gé ya,
è gé vaa ʋaitiɛ zu ʋaa yɛ,
è ɣɛ velei gá ɓalaa gé zɔitiɛ zu ʋaa yɛga la gá ʋaa yega te va.
Mɛ lɛ kɛ tɛ-ga ɔ́ wo ga gíɛ,
kɛ̀ è gé wulo tuɓo-vele-yowũ nui ya.

## Bibligrafia
- Rude, Noel.  1983.  Ergativity and the active-stative typology in Loma.  Studies in African Linguistics, 14:265-283.
- Sadler, Wesley.  1951.  Untangled Loma : a course of study of the Looma language of the Western Province, Liberia, West Africa. Published by Board of Foreign Missions of the United Lutheran Church in America for the Evangelical Lutheran Church in Liberia.